# Konjogojstvo
Konjogojstvo ili konjarstvo je grana stočarstva koja se bavi uzgojem konja. Specijalizirano stočarsko gospodarstvo na kojem se uzgajaju kvalitetni konji nosi naziv ergela.
Dijeli se na: 
- uzgoj jahaćih konja
- uzgoj zaprežnih konja i
- uzgoj teretnih konja

Najpovoljnija područja za konjogojstvo su pašnjaci i livade, kao i seoski predjeli s dosta čistog zraka i prostora. Nakon razvoja motornog prometa i mehanizacije, konjogojstvo je izgubilo na značaju. U Hrvatskoj je u posljednjih nekoliko desetljeća došlo do dugoročnog, razmjerno brzog kontinuiranog pada broja konja zbog ekonomskih, agrarnih i socijalnih kretanja u društvu, a prevladavaju autohtone hladnokrvne pasmine (oko 80% od ukupnog broja konja).

## Vanjske poveznice
- Agroklub
- Veterinarski fakultet u Zagrebu: Konjogojstvo[neaktivna poveznica]